# Tenmile River
Tenmile River – stacja kolejowa na linii Harlem Line w stanie Nowy Jork w Stanach Zjednoczonych. Położona jest nad rzeką Tenmile. Znajduje się pomiędzy stacjami Dover Plains i stacją końcową Wassaic..